# Circuit du Mené
Le Circuit du Mené est une course cycliste française disputée le lundi de Pâques dans le pays du Mené, en Bretagne. Cette compétition est réservée aux cyclistes espoirs (moins de 23 ans). Depuis 1986, elle se déroule sur deux étapes : un contre-la-montre le matin et une course en ligne l'après-midi. 
L'édition 2020 est annulée en raison du contexte sanitaire lié à la pandémie de Covid-19. Elle est également annulée en 2021 pour les mêmes motifs.

## Palmarès
| Année     | Vainqueur          | Deuxième           | Troisième                 |
| --------- | ------------------ | ------------------ | ------------------------- |
| 1981      | Pascal Henry       | Jean-Noël Galand   | Bruno Cornillet           |
| 1982      | Jean-Luc Loncle    | Dominique Cordon   | Pierre Prigent            |
| 1983      | Jacky Lallineuc    | Michel Saux        | Michel Coignard           |
| 1984      | Michel Saux        | Guy Morin          | Camille Coualan           |
| 1985      | Denis Tréol        | Pascal Lino        | Camille Coualan           |
| 1986      | Noël Voyer         | Olivier Lepeltier  | Pascal Quintin            |
| 1987      | Philippe Bresset   | Jacques Coualan    | Sébastien Guéguen         |
| 1988      | Paul Madden        | Cyrille Meyniel    | B. Maitrejean             |
| 1989      | Jacques Coualan    | Pascal Basset      | A. Dulas                  |
| 1990      | Stéphane Heulot    | Olivier Alory      | Alain Saillour            |
| 1991      | Lylian Lebreton    | Patrice Huby       | Anthony Le Cavil          |
| 1992      | Éric Le Rigoleur   | Nathan Long        | Pierre Diotel             |
| 1993      | Éric Potiron       | Sébastien Hinault  | Éric Le Rigoleur          |
| 1994      | Christophe Bannier | Lionel Queffurus   | Sébastien Onen            |
| 1995      | Rodrigue Le Lamer  | Yoann Le Boulanger | David Berthou             |
| 1996      | Fabrice Hamon      | Ludovic Martin     | Mickaël Michot            |
| 1997      | Christian Poos     | Cédric Hervé       | Frédéric Drillaud         |
| 1998      | Samuel Gicquel     | Fabrice Salanson   | Brent Aucutt              |
| 1999      | Fabrice Salanson   | Freddy Ravaleu     | Thomas Voeckler           |
| 2000      | Cédric Hervé       | Thomas Lécuyer     | Samuel Torres             |
| 2001      | Yuriy Krivtsov     | Denis Robin        | Benoît Vaugrenard         |
| 2002      | Lloyd Mondory      | Hayden Roulston    | Frank Schleck             |
| 2003      | Jean Zen           | Arnaud Gérard      | Florian Guillou           |
| 2004      | annulé             | annulé             | annulé                    |
| 2005      | Sébastien Gréau    | Guillaume Le Floch | Guillaume Levarlet        |
| 2006      | Alexandr Pliuschin | Yoann Offredo      | Peter Latham              |
| 2007      | Julien Simon       | Olivier Migné      | Bradley Fairall           |
| 2008      | Mathieu Halléguen  | Yann Guyot         | Maxime Guesdon            |
| 2009      | Arnaud Jouffroy    | Kévin Reza         | Matthieu Boulo            |
| 2010,     | Bryan Nauleau      | Julien Duval       | Erwan Téguel              |
| 2011      | Fabien Schmidt     | Sean Downey        | Florent Gougeard          |
| 2012      | Klemen Štimulak    | Vincent Colas      | Mathieu Le Lavandier      |
| 2013,     | Stéphane Lebreton  | Alexis Gougeard    | Vincent Colas             |
| 2014      | Dylan Kowalski     | Bruno Armirail     | Benoît Cosnefroy          |
| 2015      | Paul Ourselin      | Axel Journiaux     | Gaëtan Lemoine            |
| 2016,     | Valentin Madouas   | Élie Gesbert       | David Gaudu               |
| 2017      | Alan Riou          | Florian Cam        | Julian Lino               |
| 2018,     | Thibault Guernalec | Alexis Renard      | Florentin Lecamus-Lambert |
| 2019      | Damien Poisson     | Valentin Ferron    | Stuart Balfour            |
| 2020-2021 | annulé             | annulé             | annulé                    |
| 2022      | Ilan Larmet        | Nathan Le Piouffe  | Axel Prod'Homme           |
| 2023      | Baptiste Gillet    | Pierre Thierry     | Grégory Pouvreault        |
| 2024      | Maximilian Cushway | Sam Maisonobe      | Swann Gloux               |
| 2025      | Louka Lesueur      | Martin Orrière     | Florian Gaillard          |